# Manuel de foresterie
 (avril 2025).
Motif : absence de sources secondaires centrées
- Archive Wikiwix
- Bing
- Cairn
- DuckDuckGo
- E. Universalis
- Gallica
- Google
- G. Books
- G. News
- G. Scholar
- Persée
- Qwant
- (zh) Baidu
- (ru) Yandex
- (wd) trouver des œuvres sur Wikidata

| 1. | Préciser le motif de la pose du bandeau. | Précisez le motif de la pose du bandeau en utilisant la syntaxe suivante : {{admissibilité à vérifier\|date=juin 2025\|motif=remplacez ce texte par le motif}}                            |
| 2. | Informer les utilisateurs concernés.     | Pensez à avertir le créateur de l'article, par exemple, en insérant le code ci-dessous sur sa page de discussion : {{subst:avertissement admissibilité à vérifier\|Manuel de foresterie}} |

 (avril 2025).
Le Manuel de foresterie est un ouvrage sur la sylviculture québécoise technique et scientifique. Le document se veut être un outil de base des praticiens forestiers, les étudiants de foresterie et les spécialistes des sciences connexes. Une première édition a été publiée en 1996 et une deuxième en 2009.

## Éditions
- Première édition, 1996, Éditeurs : Presses de l'Université Laval et Ordre des ingénieurs forestiers du Québec, xviii, 1428 pages,  (ISBN 2763774792)

- Seconde édition, 2009, Éditeurs : Éditions MultiMondes et Ordre des ingénieurs forestiers du Québec, xxix, 1510 pages,  (ISBN 9782895441380)

### Table des matières de la seconde édition
Introduction - xxix
Partie I – Le milieu forestier
Chapitre 1. Les biomes forestiers de la Terre – 3.
Chapitre 2. Géologie, dépôts de surface et sols forestiers – 47.
Chapitre 3. Bioclimatologie – 125.
Chapitre 4. Écologie forestière – 165.
Chapitre 5. Hydrologie forestière et aménagement du bassin hydrographique – 317.
Chapitre 6. Botanique, physiologie et écophysiologie forestière – 359.
Chapitre 7. Dendrologie – 397.
Partie II – La mesure des ressources
Chapitre 8. Photogrammétrie numérique – 435.
Chapitre 9. Télédétection – 451.
Chapitre 10. Utilisation en foresterie du système GPS et de techniques complémentaire de positionnement – 481.
Chapitre 11. Cartographie forestière – 507.
Chapitre 12. Systèmes d’information à référence spatiale – 541.
Chapitre 13. Dendrométrie et inventaire forestier – 567.
Chapitre 14. Biostatistique – 631.
Partie III – L’aménagement des ressources forestières
Chapitre 15. Aménagement de la forêt – 649.
Chapitre 16. Forêt privée – 677.
Chapitre 17. Foresterie urbaine – 721.
Chapitre 18. Aménagement des habitats de la faune – 771.
Chapitre 19. Récréotourisme et conservation en milieu forestier – 799.
Chapitre 20. Agroforesterie – 849.
Partie IV – Le contexte économique et réglementaire
Chapitre 21. Évaluation forestière – 875.
Chapitre 22. Économie forestière – 895.
Chapitre 23. Certification des pratiques forestières – 937.
Chapitre 24. Santé et sécurité du travail dans le secteur forestier – 957.
Partie V – Les perturbations en milieu forestier
Chapitre 25. Entomologie forestière – 981.
Chapitre 26. Pathologie forestière – 1013.
Chapitre 27. Le feu en milieu forestier – 1037.
Partie VI – La sylviculture et les opérations forestières
Chapitre 28. Amélioration génétique des arbres, gestion des vergers à graines et de semences, et production de plants forestiers – 1093.
Chapitre 29. Sylviculture appliquée – 1147.
Chapitre 30. Voirie forestière – 1187.
Chapitre 31. Opérations forestières et transport des bois – 1245.
Partie VII – Le bois et ses usages
Chapitre 32. Chaînes de création de valeur – 1307.
Chapitre 33. Propriétés fondamentales du bois – 1325.
Chapitre 34. Procédés de transformation du bois – 1365.
Chapitre 35. Construction en bois – 1463.
Chapitre 36. Produits d’apparence – 1483.
Index – 1503.